# Flavio Buscasso
Flavio Rafael Buscasso (* 1926; † 2002) war ein uruguayischer Politiker.
Der promovierte Rechtsanwalt Flavio Buscasso, der der Partido Colorado angehörte, hatte vom 22. September 1988 bis zum 25. Oktober 1989 das Amt des Präsidenten der Banco de Previsión Social inne. Sodann war er vom 25. Oktober 1989 bis zum 1. März 1990 als Nachfolger von Francisco Forteza Innenminister von Uruguay.